# Malá Roudka
Malá Roudka település Csehországban, a Blanskói járásban. Malá Roudka Velké Opatovice településekkel határos. Lakosainak száma 212 fő (2024. január 1.).

## Népesség
A település lakosságának változását az alábbi diagram mutatja:
| Lakosok száma | 199  | 215  | 233  | 164  | 185  | 203  | 206  | 213  | 224  | 212  |
|               | 1869 | 1890 | 1921 | 1950 | 1980 | 2001 | 2017 | 2019 | 2022 | 2024 |